# Astra BM 300
Les Astra BM 300 sont des camions-tombereau de chantier, construits par le constructeur italien Astra SpA, à partir de 1980. Ces camions sont tous en configuration 6x4 ou 6x6 avec cabine en fibre de verre.

## Modèles
La gamme comprend deux séries, les BM 304 et 308 puis, en 1985, les BM 305 et 309.
L'Astra BM 304 est un véhicule de chantier type 6x4, livrable en plusieurs configurations : 
- châssis cabine destiné à recevoir un équipement extérieur : bétonnière avec pompe accolée pour le transport du béton frais, benne chantier dont le PTC est de 33 t ;
- châssis-plateau cabine pour le transport du marbre en carrière, dont les PTC routier est de 33 t, 50 t en chantier fermé ;
- avec benne Astra de 22 m3 pour chantiers et carrières, classé mezzo d'opera dont le PTC est de 33 t ou 56 t avec remorque ;
- en version T, tracteur de semi-remorques dont le PTRA est de 56 t.

L'Astra BM 308 est la version 6x6 du BM 304.
L'Astra BM 305 est le modèle actualisé du BM 304 avec une motorisation plus puissante de 352 ch DIN. Il était disponible dans les mêmes configurations que le BM 304.
LAstra BM 309 est la version 6x6 du BM 305, la version actualisée du BM 308 avec une motorisation plus puissante.
Tous les modèles de cette gamme de véhicules étaient disponibles avec une cabine complète (toute largeur) entièrement en fibre de verre armé, ou une demi-cabine à une place pour le conducteur, la cabine pouvant être à droite ou à gauche selon la volonté du client et les impositions du code de la route du pays de destination.
Comme avec la série BM 20, Astra offrait, en option, le remplacement des moteurs Fiat par un moteur Mercedes-Benz. Ce remplacement n'a pas eu un franc succès même en Allemagne où rapidement les qualités du moteur Fiat ont été appréciées, notamment la valeur du couple de 1 000 N m au régime de 900 tr/min. Cette option ne sera pas reconduite sur les modèles suivants.

## Caractéristiques techniques
| Modèle             | Moteur             | Cylindrée (cm3) | Configuration | Puissance (ch DIN) | Couple (N m DIN)     | Traction  |
| ------------------ | ------------------ | --------------- | ------------- | ------------------ | -------------------- | --------- |
| BM 304 F BM 308 F  | Fiat 8210.02       | 13 798          | 6 en ligne    | 260 à 2 200 tr/min | 991 à 900 tr/min     | 6x4 / 6x6 |
| BM 304 M BM 308 M  | MB OM 422          | 14 618          | V8            | 265 à 2 300 tr/min | 1 010 à 1 300 tr/min | 6X4/6X6   |
| BM 305 F, BM 309 F | Fiat-IVECO 8280.02 | 17 174          | V8            | 352 à 2 400 tr/min | 1 180 à 1 100 tr/min | 6x4 / 6x6 |
| BM 305 M BM 309 M  | MB OM 423          | 18 273          | V10           | 355 à 2 400 tr/min | 1 150 à 1 300 tr/min | 6x4 / 6x6 |

## Curiosité
Astra a participé pour la première fois à une compétition automobile, le Paris-Dakar catégorie camions, en 1985 avec un BM 309 où l'équipage Giangregorio Carnevale / Maurizio Casella / Mario Bruzzi s'est classé 15e.